# Lijst van voetbalinterlands Cuba - Verenigde Staten
Deze lijst van voetbalinterlands is een overzicht van alle officiële voetbalwedstrijden tussen de nationale teams van Cuba en de Verenigde Staten. De landen speelden tot op heden veertien keer tegen elkaar. De eerste ontmoeting was een wedstrijd voor het NAFC-kampioenschap op 20 juli 1947 in Havana. De laatste wedstrijd, een groepswedstrijd tijdens de CONCACAF Nations League 2019/20, werd gespeeld op 19 november 2019 in George Town (Kaaimaneilanden).

## Wedstrijden
| №  | Plaats          | Datum             | Competitie                      | Wedstrijd               | Uitslag |
| -- | --------------- | ----------------- | ------------------------------- | ----------------------- | ------- |
| 1  | Havana          | 20 juli 1947      | NAFC-kampioenschap 1947         | Cuba – Verenigde Staten | 5 – 2   |
| 2  | Mexico-Stad     | 14 september 1949 | WK 1950 kwalificatie            | Verenigde Staten − Cuba | 1 − 1   |
| 3  | Mexico-Stad     | 21 september 1949 | WK 1950 kwalificatie            | Cuba − Verenigde Staten | 2 − 5   |
| 4  | Oakland         | 1 februari 1998   | CONCACAF Gold Cup 1998          | Verenigde Staten − Cuba | 3 − 0   |
| 5  | Pasadena        | 21 januari 2002   | CONCACAF Gold Cup 2002          | Cuba − Verenigde Staten | 0 − 1   |
| 6  | Foxborough      | 19 juli 2003      | CONCACAF Gold Cup 2003          | Verenigde Staten − Cuba | 5 − 0   |
| 7  | Seattle         | 7 juli 2005       | CONCACAF Gold Cup 2005          | Cuba − Verenigde Staten | 1 − 4   |
| 8  | Havana          | 6 september 2008  | WK 2010 kwalificatie            | Cuba − Verenigde Staten | 0 − 1   |
| 9  | Washington D.C. | 11 oktober 2008   | WK 2010 kwalificatie            | Verenigde Staten − Cuba | 6 − 1   |
| 10 | Sandy           | 13 juli 2013      | CONCACAF Gold Cup 2013          | Verenigde Staten − Cuba | 4 − 1   |
| 11 | Baltimore       | 18 juli 2015      | CONCACAF Gold Cup 2015          | Verenigde Staten − Cuba | 6 − 0   |
| 12 | Havana          | 7 oktober 2016    | Vriendschappelijk               | Cuba − Verenigde Staten | 0 − 2   |
| 13 | Washington D.C. | 12 oktober 2019   | CONCACAF Nations League 2019/20 | Verenigde Staten − Cuba | 7 − 0   |
| 14 | George Town     | 19 november 2019  | CONCACAF Nations League 2019/20 | Cuba − Verenigde Staten | 0 − 4   |

## Samenvatting
| Competitie              | Totaal gespeeld | Winst Cuba | Gelijk | Winst Verenigde Staten | Doelsaldo Cuba – Verenigde Staten |
| ----------------------- | --------------- | ---------- | ------ | ---------------------- | --------------------------------- |
| WK-kwalificatie         | 4               | 0          | 1      | 3                      | 4 − 13                            |
| CONCACAF Gold Cup       | 6               | 0          | 0      | 6                      | 2 − 23                            |
| CONCACAF Nations League | 2               | 0          | 0      | 2                      | 0 − 11                            |
| NAFC-kampioenschap      | 1               | 1          | 0      | 0                      | 5 − 2                             |
| Vriendschappelijk       | 1               | 0          | 0      | 1                      | 0 − 2                             |
| Totaal                  | 14              | 1          | 1      | 12                     | 11 − 51                           |

Wedstrijden bepaald door strafschoppen worden, in lijn met de FIFA, als een gelijkspel gerekend.

## Details

### Elfde ontmoeting
| CONCACAF Gold Cup 2015 (Baltimore, Verenigde Staten, 18 juli 2015):                                                |       |      |
| Verenigde Staten                                                                                                   | 6 – 0 | Cuba |
| Clint Dempsey 4' Gyasi Zardes 15' Aron Jóhannsson 32' Omar Gonzalez 45' Clint Dempsey 64' (pen.) Clint Dempsey 78' | goals |      |

### Twaalfde ontmoeting
| Vriendschappelijk (Havana, Cuba, 7 oktober 2016): |       |                                        |
| Cuba                                              | 0 – 2 | Verenigde Staten                       |
|                                                   | goals | 62' Chris Wondolowski 71' Julian Green |

AFC · A-internationals · Bondscoaches · Cubaans vrouwenelftal · Cuba U21 · Cuba U20 · Cuba U19 · Cuba U18 · Cuba U17
1920 – 1949 ·
1950 – 1969 ·
1970 – 1979 ·
1980 – 1989 ·
1990 – 1999 ·
2000 – 2009 ·
2010 – 2019 ·
2020 − 2029
WK 1938
OS 1976 ·
OS 1980
Albanië ·
Algerije ·
Angola ·
Antigua en Barbuda ·
Aruba ·
Bahama's ·
Barbados ·
Belize ·
Bermuda ·
Bolivia ·
Britse Maagdeneilanden ·
Bulgarije ·
Canada ·
Chili ·
China ·
Colombia ·
Costa Rica ·
Curaçao ·
DDR ·
Dominica ·
Dominicaanse Republiek ·
Ecuador ·
El Salvador ·
Ghana ·
Grenada ·
Guatemala ·
Guyana ·
Haïti ·
Honduras ·
Indonesië ·
Jamaica ·
Kaaimaneilanden ·
Kameroen ·
Mexico ·
Nicaragua ·
Nederlandse Antillen ·
Panama ·
Puerto Rico ·
Roemenië ·
Saint Kitts en Nevis ·
Saint Lucia ·
Saint Vincent en de Grenadines ·
Suriname ·
Trinidad en Tobago ·
Turks en Caicoseilanden ·
Uruguay ·
Venezuela ·
Verenigde Staten ·
Zuid-Korea ·
Zweden
USSF · A-internationals · Selecties · Bondscoaches · Amerikaans vrouwenelftal · Olympisch elftal · USA -21 · USA -20 · USA -19 · USA -18 · USA -17
1885 – 1919 · 
1920 – 1929 · 
1930 – 1939 · 
1940 – 1949 · 
1950 – 1959 · 
1960 – 1969 · 
1970 – 1979 · 
1980 – 1989 · 
1990 – 1999 · 
2000 – 2009 · 
2010 – 2019 ·
2020 − 2029
CA 1993 · 
CA 1995 · 
CA 2007 · 
CA 2016
CC 1992 · 
CC 1999 · 
CC 2003 · 
CC 2009
WK 1930 · 
WK 1934 · 
WK 1950 · 
WK 1990 · 
WK 1994 · 
WK 1998 · 
WK 2002 · 
WK 2006 · 
WK 2010 · 
WK 2014
OS 1904 · 
OS 1924 · 
OS 1928 · 
OS 1936 · 
OS 1948 · 
OS 1952 · 
OS 1956 · 
OS 1972 · 
OS 1984 · 
OS 1988 · 
OS 1992 · 
OS 1996 · 
OS 2000 · 
OS 2008
Algerije ·
Antigua en Barbuda ·
Argentinië ·
Armenië ·
Australië ·
Azerbeidzjan ·
Barbados ·
België ·
Belize ·
Bermuda ·
Bolivia ·
Bosnië en Herzegovina ·
Brazilië ·
Canada ·
Chili ·
China ·
Colombia ·
Costa Rica ·
Cuba ·
Curaçao ·
Denemarken ·
DDR ·
Duitsland ·
Ecuador ·
Egypte ·
El Salvador ·
Engeland ·
Estland ·
Finland ·
Frankrijk ·
Ghana ·
GOS ·
Grenada ·
Griekenland ·
Guatemala ·
Guyana ·
Haïti ·
Honduras ·
Hongarije ·
Ierland ·
IJsland ·
Iran ·
Israël ·
Italië ·
Ivoorkust ·
Jamaica ·
Japan ·
Joegoslavië ·
Kaaimaneilanden ·
Kameroen ·
Koeweit ·
Letland ·
Liechtenstein ·
Luxemburg ·
Malta ·
Marokko ·
Martinique ·
Mexico ·
Moldavië ·
Nederland ·
Nederlandse Antillen ·
Nicaragua ·
Nieuw-Zeeland ·
Nigeria ·
Noord-Ierland ·
Noord-Korea ·
Noord-Macedonië ·
Noorwegen ·
Oekraïne ·
Oezbekistan ·
Oman ·
Oostenrijk ·
Panama ·
Paraguay ·
Peru ·
Polen ·
Portugal ·
Puerto Rico ·
Qatar ·
Roemenië ·
Rusland ·
Saint Kitts en Nevis ·
Saint Vincent en de Grenadines ·
Saoedi-Arabië ·
Schotland ·
Servië ·
Slovenië ·
Slowakije ·
Sovjet-Unie ·
Spanje ·
Thailand ·
Trinidad en Tobago ·
Tsjechië ·
Tsjecho-Slowakije ·
Tunesië ·
Turkije ·
Uruguay ·
Venezuela ·
Wales ·
Zuid-Afrika ·
Zuid-Korea ·
Zweden ·
Zwitserland
Algerije (2010) ·
België (2014) ·
Brazilië (2009, 2) ·
Duitsland (2014) ·
Engeland (2010) ·
Ghana (2006) · 
Ghana (2014) · 
Italië (2006) · 
Nederland (2022) ·
Portugal (2014) ·
Slovenië (2010) ·
Tsjechië (2006)